# Resolución 83 del Consejo de Seguridad de las Naciones Unidas
La resolución 83 del Consejo de Seguridad de las Naciones Unidas, aprobada el 27 de junio de 1950, demandó que el ataque a la República de Corea por parte de las fuerzas de Corea del Norte constituía un quebrantamiento de la paz.
El Consejo hizo un llamamiento a un cese inmediato de las hostilidades, y proclamándose a favor del retiro de tropas de Corea del Norte al paralelo 38. También, la Comisión de las Naciones Unidas sobre Corea reportó que Corea del Norte incumplió con la Resolución 82 del Consejo de Seguridad.
El Consejo también recomendó a los Miembros de las Naciones Unidas proporcionar la asistencia necesaria a la República de Corea para rechazar el ataque armado y restablecer la paz y la seguridad internacionales en la región.
La resolución fue adoptada por siete votos a favor, uno en contra de Yugoslavia. Egipto y India estaban presentes pero no participaron en la votación y la Unión Soviética estuvo ausente.